# Pavel Vrublevsky
Pavel Olegovich Vrublevsky (Ruso: Павел Олегович Врублевский, nacido el 26 de diciembre de 1978 en Moscú) es un propietario ruso y gerente general de la empresa procesadora ChronoPay. También es el fundador de la compañía de inversiones RNP y colaborador ruso de Forbes en asuntos relacionados con blockchain, criptomonedas y ciberseguridad. También estuvo implicado en una serie de casos penales relacionados con la piratería.

## Juventud y educación
Pavel Vrublevsky nació y creció en Moscú. A los quince años, estudió en el programa de intercambio de estudiantes del Servicio de Campo Americano en Noruega, luego estudió en el Instituto de Lenguas Extranjeras que lleva el nombre de Maurice Thorez, desde donde se trasladó al departamento de sociología de la Universidad Estatal de Moscú y se graduó en 2001. Organizó su primera compañía de TI para desarrollar software de facturación para compañías de telecomunicaciones a la edad de dieciocho años.

## Carrera

### ChronoPay
En 2003, a los 23 años, fundó la compañía ChronoPay B.V. En 2005, ChronoPay entró en el mercado ruso y en 2006 Vrublevsky recibió el prestigioso Premio Runet. En tres años, la compañía ganó reconocimiento internacional como una de las principales compañías de procesamiento en la vanguardia de la tecnología. A pesar de que ChronoPay tenía su sede en Ámsterdam, la compañía se convirtió en un verdadero líder para el procesamiento de pagos con tarjeta de crédito en Rusia, controlando aproximadamente el 25% de la cuota de mercado. La lista de clientes de la compañía contaba con varias compañías rusas, así como con grandes corporaciones multinacionales, como Sony y Microsoft. La mayoría de las fundaciones caritativas rusas y organizaciones sin fines de lucro también usan ChronoPay, incluyendo Greenpeace y la Cruz Roja. Entre los clientes adicionales se incluyen la segunda aerolínea más grande de Rusia, Transaero, y el operador de telefonía móvil más grande del país, MTS. En 2011 ChronoPay tenía cinco oficinas en todo el mundo; Moscú, Ámsterdam, Barcelona y Florida en EE. UU. Y Riga en Letonia. Había dos franquicias en China y un negocio activo en Brasil. En 2011, la empresa contaba con más de doscientos empleados.

### El impacto de ChronoPay
El impacto de ChronoPay en la industria de pagos de procesamiento de tarjetas en línea en Rusia es innegable. De hecho, incluso hoy en día, la mayor parte del mercado de pagos basado en Internet de Rusia se basa enteramente en el expersonal de ChronoPay, por nombrar solo algunos: el Banco Ruso más grande - Sberbank, el sistema de dinero electrónico más popular en Rusia - Yandex.Money, asociaciones de tarjetas, como Mastercard y muchas más. Docenas de importantes bancos estatales y otros proveedores de pagos dependen de los ex empleados de ChronoPay, no como el impacto de McKinsey & Company en la consultoría de gestión. Según Russian Forbes, hoy como 2016 ChronoPay atiende a hasta el 25% de las corporaciones más ricas en relación con las compañías de capitalización web en Rusia, incluidas dos de las cuatro compañías celulares rusas; MTS y Tele2.

### MP3search
En 2006, Vrublevsky dirigió la comisión de comercio electrónico de la NAUET. La Comisión abogó por la preservación del modelo existente para la gestión colectiva de los derechos de autor en Internet. Vrublevsky fue un defensor vocal de una de las mayores sociedades de gestión de derechos en ese momento: FAIR.
En 2007, junto con un buen amigo y el exproductor de la T.A.T.U. El grupo, Ivan Shapovalov, Vrublevsky compró una tienda en línea mp3search.ru y participó activamente en su propio negocio de mp3. T.A.T.U. es el único grupo de música de Rusia cuya música fue elegida como la banda sonora oficial rusa para los Juegos Olímpicos de 2014. Shapovalov siguió siendo un socio comercial de la esposa de Vrublevsky, Vera Vrublevskaya, una productora rusa. Durante mucho tiempo corriendo una red social para músicos junto con ella.
Chronopay de Vrublevsky servía a la infame tienda en línea allofmp3.com, que fue perseguida por la sociedad internacional por la gestión colectiva de los derechos de autor IFPI y fue acusada de infracción por parte de Estados Unidos durante las negociaciones sobre la adhesión de Rusia a la OMC.
Allofmp3.com trabajó bajo la licencia de ROMS y otorgó a esta organización aproximadamente el 50% de los derechos de licencia.

### Tickets electrónicos
En 2007, Vrublevsky participó en el procesamiento de este proyecto, organizando el proyecto E-Avia. ChronoPay E-Avia, con la excepción de Aeroflot.
En 2010, Vrublevsky se basó en el sistema de reserva de pasajes aéreos E-Avia (GDS). Aeroflot. La propuesta no encontró ninguna respuesta. Como resultado, nunca se creó un solo GDS ruso. La empresa estatal "RosTech" recibió un llamado urgente al GDS nacional (donde se encontraba el boleto de transporte nacional).

### Grupo de trabajo con el Ministerio de Comunicaciones para combatir el spam
En 2009, Pavel Vrublevsky, parte del grupo de trabajo sobre la lucha contra el spam en el Ministerio de Comunicaciones, inició una campaña contra su exsocio Igor Gusev (según la clasificación de Spamhaus del spammer principal), el propietario de La red de spam de socios más grande en venta Viagra Glavmed.
Los expertos coinciden en que, tras el inicio de la persecución penal de Gusev y el cierre del spam de Spamit en 2010, el nivel global de spam se redujo a la mitad.

### El diario financiero
En 2012, Vrublevsky propuso el canje de la revista "Hacker" de la editorial GAMELAND. Además, según los informes de los medios de comunicación, en 2012, Vrublevsky está preparando un acuerdo para comprar la publicación de negocios más antigua del país: el Financial Newspaper (1915), publicado conjuntamente con el Ministerio de Finanzas de RF.
Vrublevsky también brindó el respaldo financiero para relanzar el Finansovaya Gazette (periódico financiero), el periódico financiero más antiguo de Rusia, inicialmente dirigido por el Ministerio de Finanzas de Rusia, fundado en 1914. La publicación icónica publicó varias voces influyentes a lo largo de la historia, incluido Vladimir Lenin. Dos de los periodistas financieros más respetados de Rusia, Nikolai Vardul y Raf Shakirov, trabajaron con Vrublevsky y tomaron las riendas editoriales de la publicación durante su regreso. Anteriormente, Vardul y Shakirov eran los editores principales de Kommersant, el periódico de negocios más conocido de Rusia. El compromiso de Vrublevsky y ChronoPay con la supervivencia del periódico llegó incluso a albergar el periódico durante un tiempo, especialmente durante pasadas dificultades económicas cuando todo el periódico residía en la oficina de ChronoPay.

### Advocacy for National Payment System and National Booking System
Vrublesky advocated for the creation of a National Payment System long before it was hastily created as a reaction to sanctions. Vrublevsky was so outspoken in his advocacy that some foreign journalists (Brian Krebs and Business Insider) falsely predicted that he would run the system in exchange for being cleared of false allegations.
The National Booking System was also something that he pushed for and was eventually created by the Russian corporation, Rostechnology.

### Un cambio en la opinión pública conduce al soporte para Blockchain y Bitcoin
Semanas antes de que el Kremlin abrazara públicamente a Blockchain y Bitcoin, Pavel abogó enérgicamente y pregonó que la tecnología de vanguardia se convertiría en un contribuyente ruso de Forbes en este innovador desarrollo. Inicialmente, Vrublevsky no estaba muy seguro de la nueva industria, pero finalmente migró para convertirse en uno de sus partidarios más ruidosos.

### Enfrentamiento con el Centro de Seguridad de la Información del Servicio de Seguridad Federal de Rusia y rehabilitación
En 2007, Pavel Vrublevsky estuvo bajo la presión de la Central de Seguridad de la Información del Servicio Federal de Seguridad de la Federación Rusa. En 2010 acusó a la CEI de la FSB de Rusia de traición y promoción de la mito de la amenaza cibernética rusa, y en 2011 fue arrestado varias veces por agentes del FSB que investigaban un ataque cibernético al sistema de pago en línea de Aeroflot. Fue declarado culpable de orquestar el ataque cibernético y condenado a 2,5 años de prisión en 2013, pero se le concedió la libertad condicional anticipada después de haber cumplido menos de un año de prisión. En 2016, sobre la base de los materiales de Vrublevsky, los oficiales del FSB de la CEI fueron arrestados por alta traición, que llevó a la terminación de la cooperación entre los Estados Unidos y Rusia sobre la ciberdelincuencia. En 2018, el tribunal condenó al Coronel Mikhailov de CIS FSB a 22 años de prisión, su cómplice de Kaspersky Lab Ruslan Stoyanov a 14 años de prisión, el subordinado de Mikhailov mr. Dokuchaev a 6 años de prisión y su cómplice el Sr. Fomchenkov a 7 años de prisión. El FBI EE. UU. Persigue al Sr. Dokuchaev por presuntos ataques cibernéticos a Yahoo y al comercio farmacéutico ilícito.

### Ataques mediáticos y críticas
Vrublevsky fue atacado por el periodista estadounidense Brian Krebs; de hecho, Krebs no solo se centró en Vrublevsky para una historia, sino que escribió casi veinticinco historias sobre él.
Krebs ha disfrutado de un gran apoyo tanto con el FSB ruso como con historias positivas escritas de Kaspersky Labs, el principal socio de Estados Unidos y Krebs en el escándalo. Desde entonces, los Estados Unidos han rescindido todos los contratos con Kaspersky.
Según Krebs, hubo una guerra interna de corrupción entre Pavel y el hombre con problemas que intentó mentorear, Igor Gusev. Si bien Pavel lo había derribado años antes a pedido de la policía rusa por ser el spammer más importante del mundo, ahora dirigía uno de los mejores programas de afiliados de spam del mundo que vendía Viagra falso. Gusev se convirtió en la fuente principal de Krebs contra Pavel y Gusev, ahora exiliado de Rusia, estaba tratando de establecer un puntaje contra Pavel y establecerlo. Las revelaciones se basaron completamente en las declaraciones de Gusevs y en las bases de datos robadas y pirateadas de ChronoPay. Vrublevsky publicó su propia investigación sobre los orígenes de las investigaciones de Brian Krebs y otra conocida investigadora de seguridad cibernética, Kimberly Zenz, acusándolos de trabajar en representación de las agencias de inteligencia estadounidenses. Vrublevsky comparó con humor tanto a Krebs como a Zenz con los ahora fallidos espías rusos mundialmente famosos Boshirov y Petrov.
Finalmente, Vrublevsky fue el villano central del libro más vendido de Krebs en el New York Times, Spam Nation. Sin embargo, los eventos recientes (arrestos del grupo de Mikhailov y los cargos posteriores contra Dokuchaev por parte del FBI en los Estados Unidos) desacreditan la narrativa de Kreb sobre el papel de Vrublevsky.
Por ejemplo, el New York Times observó que los arrestos del grupo FSB de Mikhailov "equivalían a una purga del liderazgo del ala cibernética de la principal agencia de inteligencia de Rusia en medio del escándalo electoral de hacking, un problema que tiene enormes implicaciones para las relaciones de Rusia con los Estados Unidos. . »En una entrevista para el New York Times, Vrublevsky declaró:" Estos muchachos vendían cuentos de hadas a Estados Unidos sobre personas que hacen negocios, como yo".
En una entrevista a CNN, Vrublevsky agregó: "Creo que es algo bueno para ambos países [Rusia y EE. UU.]. Estas personas son directamente responsables de la histeria cibernética que eventualmente llegará al escándalo de intromisión electoral. Estoy muy feliz de que haya terminado".

### Columna en Forbes, declaraciones sobre hackers rusos
Desde noviembre de 2016 lidera una columna en Forbes sobre pagos electrónicos y criptomonedas, en particular, la popularización de bitcoin. Las declaraciones de Vrublevsky sobre los hackers rusos recibieron una amplia respuesta. En la primavera y el verano de 2017, Vrublevsky transmitió a varios de los principales medios de comunicación mundiales el testimonio de la no participación de piratas informáticos rusos en ataques contra servidores del Partido Demócrata en los Estados Unidos.

### Otras organizaciones
En diferentes años dirigió:
- La Comisión Antispam en el marco del Grupo de Trabajo de Desarrollo de Internet del Ministerio de Comunicaciones de la Federación Rusa.[55]
- Comité de comercio electrónico bajo la Asociación Nacional de Participantes de Comercio Electrónico.[56]
- Miembro de RAEK.[57]

En 2011, la revista "Finance" se incluyó en la prestigiosa clasificación "33 Pepper": los hombres más exitosos de menos de 33 años.
En 2011, Vrublevsky también fue el principal patrocinador de la Liga VTB, pagando más de un millón de dólares a la principal liga de baloncesto de Rusia. Fue visto con frecuencia junto con la alta dirección de la Liga VTB, incluido el mr. Sergei Ivanov, uno de los políticos más influyentes de Rusia.
En 2018, Vrublevsky encabeza el Comité de Pagos de IDACB.com, una de las asociaciones de Bitcoin más grandes del mundo, fundada por 65 Estados miembros con representantes de rango ultra alto. La oficina rusa de IDACB se fundó con la asistencia del Sr. Herman Klimenko, Asesor en Internet del Presidente de Rusia, el Sr. Putin, quien aparece con frecuencia junto a Vrublevsky en sus páginas de Facebook.

## Vida personal
Se casó con un productor Vera Vrublevskaya, la madre de sus tres hijos.